# Vincent Doukantié
Vincent Doukantié (ur. 1 kwietnia 1977 w Clichy) – malijski piłkarz grający na pozycji pomocnika.

## Kariera klubowa
Karierę piłkarską Doukantié rozpoczął w klubie FCM Aubervilliers. W 1997 roku zadebiutował w jego barwach w czwartej lidze francuskiej. W 1998 roku odszedł do drugoligowego Red Star 93, z którym rok później spadł do trzeciej ligi. W Red Star grał do 2000 roku.
Latem 2000 Doukantié odszedł z Red Star 93 do RC Strasbourg. 26 sierpnia 2000 zadebiutował w nim w rozgrywkach Ligue 1 w wygranym 3:2 domowym meczu z CS Sedan. W Ligue 1 rozegrał łącznie 3 mecze, a w 2001 roku spadł ze Strasbourgiem do Ligue 2. W klubie tym grał do 2002 roku.
Latem 2002 Doukantié został zawodnikiem US Créteil-Lusitanos z Ligue 2. Z kolei w sezonie 2003/2004 grał w trzecioligowym Stade de Reims. W sezonie 2004/2005 był bez klubu, a latem 2005 podpisał kontrakt z Tours FC. W 2006 roku spadł z nim z drugiej do trzeciej ligi. W 2007 roku odszedł do Stade Lavallois, a w 2008 roku wrócił do FCM Aubervilliers. Z kolei w 2010 roku został piłkarzem Red Star 93.
| Sezon   | Klub                 | Kraj    | Rozgrywki            | Mecze | Bramki |
| ------- | -------------------- | ------- | -------------------- | ----- | ------ |
| 1997/98 | FCM Aubervilliers    | Francja | CFA                  | ?     | ?      |
| 1998/99 | Red Star 93          | Francja | Ligue 2              | 1     | 0      |
| 1999/00 | Red Star 93          | Francja | Championnat National | 37    | 6      |
| 2000/01 | RC Strasbourg        | Francja | Ligue 1              | 3     | 0      |
| 2001/02 | RC Strasbourg        | Francja | Ligue 2              | 20    | 0      |
| 2002/03 | US Créteil-Lusitanos | Francja | Ligue 2              | 20    | 0      |
| 2003/04 | Stade de Reims       | Francja | Championnat National | 13    | 0      |
| 2005/06 | Tours FC             | Francja | Championnat National | 33    | 4      |
| 2006/07 | Tours FC             | Francja | Ligue 2              | 23    | 3      |
| 2007/08 | Stade Lavallois      | Francja | Championnat National | 38    | 3      |
| 2008/09 | FCM Aubervilliers    | Francja | VI. liga             | ?     | ?      |
| 2009/10 | FCM Aubervilliers    | Francja | CFA 2                | 9     | 0      |
| 2010/11 | Red Star 93          | Francja | CFA                  | 22    | 1      |
| 2011/12 | Red Star 93          | Francja | Championnat National | 6     | 0      |

## Kariera reprezentacyjna
W reprezentacji Mali Doukantié zadebiutował w 2001 roku. W 2002 roku był powołany do kadry na Puchar Narodów Afryki 2002. Rozegrał na nim 2 mecze: z Algierią (2:0) i półfinale z Kamerunem (0:3). Z Mali zajął 4. miejsce w tym turnieju. W kadrze narodowej grał do 2007 roku i rozegrał w niej 17 meczów, w których strzelił 1 gola.